# Бисдорф (Айфель)
Бисдорф (нем. Biesdorf) — община в Германии, в земле Рейнланд-Пфальц.
Входит в состав района Айфель-Битбург-Прюм. Подчиняется управлению Нойербург. Население составляет 234 человека (на 31 декабря 2010 года). Занимает площадь 5,47 км².
Город подразделяется на 2 городских района.